# Eleuterio Maisonnave Cutayar
Eleuterio Maisonnave Cutayar (Alacant, 6 de setembre de 1840 – Madrid, 5 de maig de 1890) fou un polític republicà. Va ser membre de la Lògia Alona des de 1876. Aquesta Lògia posteriorment va esdevenir en la Lògia Constante Alona. Va arribar a tindre el Grau 33 del Ritu Escocès Antic i Acceptat (REAA).

## Joventut
Fill de comerciants d'origen francès establits a Alacant després de la Guerra del Francès, d'antuvi va estudiar al seminari d'Oriola, però finalment va fer dret a les universitats de València i Madrid, on va entrar en contacte amb el liberalisme radical. El 1862 va fundar la Sociedad para la Reforma de los Aranceles de Comercio, que reclamava una política lliurecanvista que beneficiava als burgesos d'Alacant. El 1864 fundà el Círculo de Artesanos, societat cultural i recreativa per als treballadors des dels quals propagava l'ideari del Partit Democràtic, al que s'havia unit el 1863. També dirigia la revista demòcrata i liberal Fígaro, alhora que col·laborava en El Eco de Alicante.

## Entre el 1868 i la República
Va donar suport a la insurrecció de 22 de juny de 1866 al quarter de San Gil i 1867, i després de participar en la barricada davant del Teatre Principal durant les jornades de la Revolució de 1868 fou nomenat secretari de la Junta Revolucionària d'Alacant. Després fou nomenat regidor de l'ajuntament provisional d'Alacant i comandant de la milícia cívica Voluntarios de la Libertad. Fou escollit alcalde d'Alacant i diputat pel districte d'Alacant a les eleccions generals espanyoles de 1869 i poc després fou un dels organitzadors a Alacant del Partit Republicà Democràtic Federal.
Des del seu càrrec a l'alcaldia es va preocupar pels problemes locals com el dèficit fiscal, la demolició de les muralles i la millora de serveis públics, i va organitzar una Junta de Socors durant l'epidèmia de febre groga de 1870. Des del seu escó, alhora, fou un dels impulsors de la Declaració de la Premsa a favor de l'unitarisme republicà i es negà a l'insurreccionalisme cantonalista, i fundà els diaris El derecho y el deber (1869) i La República Española (1870). Alhora, fou concessionari del ferrocarril Alacant-Alcoi el 1870.
Fou escollit novament diputat per Alacant a les eleccions generals espanyoles d'abril de 1872 i a les 1873. Fou ministre d'estat (28 de juny- 18 de juliol de 1873) sota el govern de Francesc Pi i Margall, i ministre de governació sota els governs de Nicolás Salmerón (19 de juliol- 4 de setembre de 1873) i Emilio Castelar (8 d'agost de 1873 – 3 de gener de 1874). Hi destacà per la dura repressió del moviment cantonalista i dels insurrectes carlins.

## Després de la Restauració
Un cop produïda la restauració borbònica, va organitzar a Alacant el Partit Republicà Possibilista i el diari El Graduador, i en fou elegit diputat per Alacant a les eleccions generals espanyoles de 1879, 1881 i 1886, gràcies a les seues bones relacions (eren cunyats) amb el cacic conservador José María Santonja Almela. El 1876 ingressà a la francmaçoneria i n'arribà a ser un membre destacat.
De 1877 a 1881 fou president del consell d'Administració de la Caixa d'Estalvis d'Alacant, actualment coneguda com la CAM. El 1885 es va establir definitivament a Madrid i hi dirigí el diari El Globo, des d'on defensaria les tesis possibilistes d'Emilio Castelar. El 1883 també fu president del Sindicat de Regs de l'Horta d'Alacant. Va morir a Madrid el 1890 a causa d'una pneumònia.

## Reconeixements

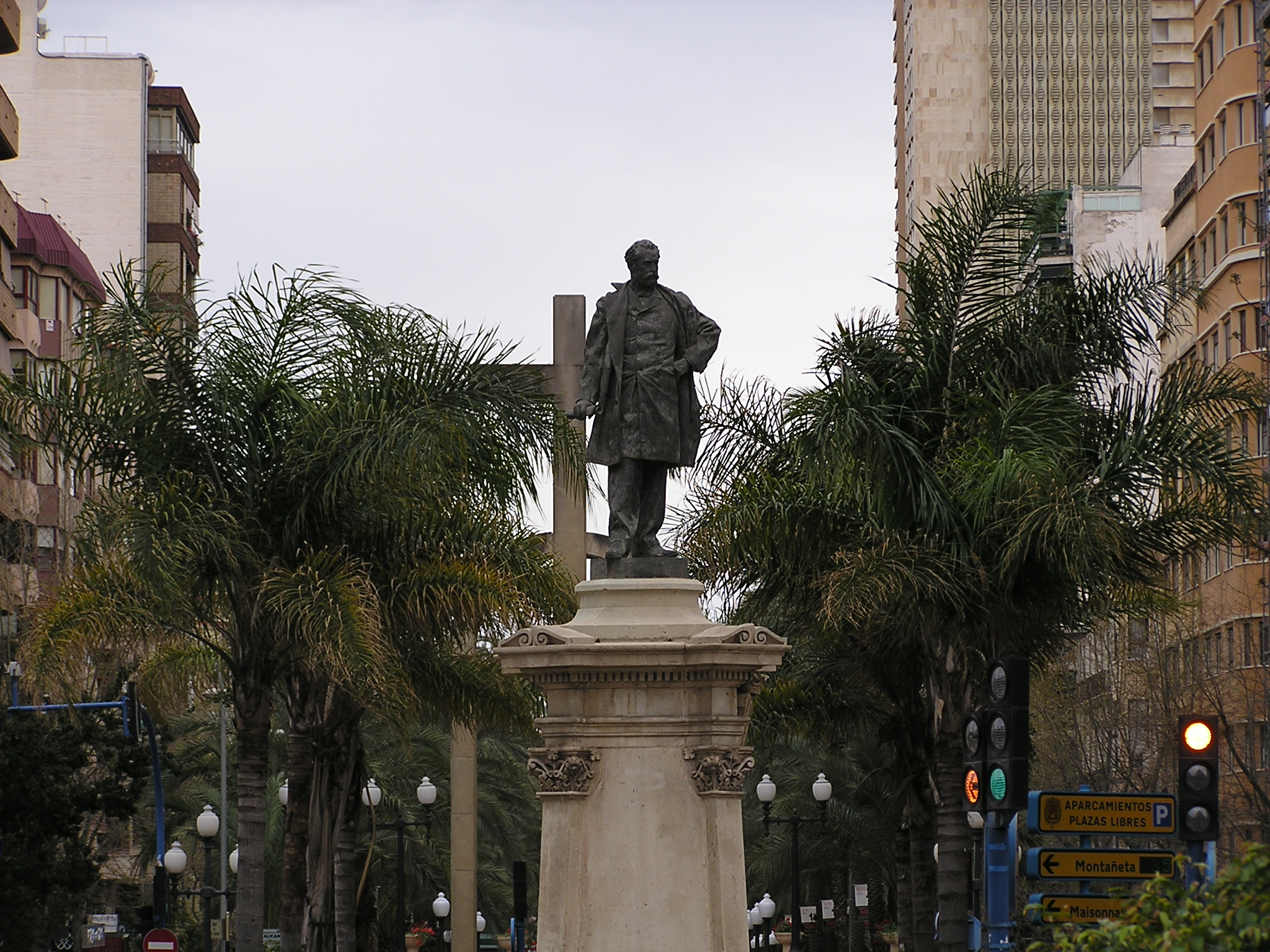
Monument a Maisonnave.

En 1890 l'Ajuntament d'Alacant decideix rebatejar l'Albereda de Sant Francesc amb el nom del polític alacantí i es passa a dir Avinguda Maisonnave. Altres localitats com Sant Joan d'Alacant, Novelda o Biar tenen vies urbanes dedicades a Maisonnave.
A escassos metres del començament de l'avinguda alacantina es troba una estàtua amb la seua figura, construïda en bronze per Vicente Bañuls i amb pedestal fet per José Guardiola Picó. Aquesta estàtua es va inaugurar el 1895. A mitjans dels anys 30 del segle XX l'estàtua es va traslladar a l'interior de la Plaça del 14 d'abril, avui anomenada plaça de Calvo Sotelo. Recentment ha sigut restaurada i traslladada a l'inici de la seua avinguda.
Des de 2002 la Universitat d'Alacant concedeix els Premis Maisonnave per a guardonar l'activitat en la defensa dels valors cívics, l'educació i la cultura.

## Obres
- Comentarios de Derecho Mercantil (1865)
- El contrato de cambio (1867)